# Bebè galàctic
"Bebè galàctic" (títol original en anglès "Galaxy's Child") és el setzè episodi de la quarta temporada de la sèrie de televisió de ciència-ficció estatunidenca Star Trek: La nova generació, i el 90è de tota la sèrie. Es va emetre originalment en redifusió als Estats Units l'11 de març de 1991. Va ser dirigida per Winrich Kolbe.
Ambientada al segle XXIV, la sèrie segueix les aventures de la tripulació de la nau de la Flota Estel·lar de la Federació Enterprise-D sota el comandament del capità Jean-Luc Picard. En aquest episodi, l'enginyer en cap Geordi La Forge està emocionat quan la doctora Leah Brahms arriba a bord de l' Enterprise.
Malauradament, Brahms no s'assembla gens a la versió idealitzada hologràfica que La Forge va veure un any abans, a l'episodi de tercera temporada "La trampa explosiva". És freda i sense humor, per no parlar de casada. Per empitjorar les coses, després que ella descobreixi sense voler el programa holocoberta de La Forge, ell és l'última persona amb qui vol associar-se. La situació es complica quan l' "Enterprise" es converteix en la reticent infermera d'una jove entitat espacial que drena la seva energia a la nau.
L'episodi va ser criticat per alguns crítics per la seva representació de la relació de La Forge amb Brahms, tot i que Patrick Stewart va rebre elogis per la seva actuació i la seva representació de la relació del capità Picard amb l'entitat.

## Argument
L' Enterprise dóna la benvinguda a bord a la Dra. Leah Brahms, dissenyadora principal dels motors de naus estel·lars de la classe Galaxy. L'enginyer en cap Geordi La Forge, que també havia utilitzat anteriorment una simulació d'holocoberta realista de Brahms per ajudar a salvar l' "Enterprise" a "La trampa explosiva", està emocionat de conèixer-la, però es sent frustrada quan es queixa de les modificacions que ha fet al motor d'Enterprise. La Forge també s'assabenta que Brahms està casada, fet que no s'observa a la simulació de l'holocoberta. Brahms s'assabenta de com La Forge va salvar prèviament l' Enterprise i demana a un altre tripulant que li mostri la simulació. Alarmada, La Forge intenta aturar-la però és massa tard. Brahms descobreix la simulació holocoberta i acusa La Forge d'envair la seva privadesa.
Mentrestant, l' Enterprise és atacada per una estranya criatura espacial que és gairebé de la mida de la nau. Prenent una acció defensiva, el capità Picard ordena que un faser de baixa potència exploti a la criatura, matant-la sense voler. Escanejant la criatura, Data troba una altra entitat més petita dins d'ella, i la tripulació s'adona que la criatura més gran només va atacar per protegir el seu no nascut. La tripulació realitza una cesària, utilitzant els fasers de la nau com a bisturí per alliberar el nounat. Quan la nau gira per marxar, el nounat s'uneix a la nau i comença a alimentar-se dels seus sistemes d'alimentació, xuclant de l' Enterprise com si fos la mare de la criatura. A mesura que les fonts d'alimentació de la nau s'esgoten, la tripulació troba un camp de runes proper cap al qual semblava que viatjava la criatura més gran i s'adona que serviria com a millor alimentació per al nadó.
Després que la tripulació arriba al camp de runes de l'última reserva d'energia de la nau, descobreixen que no poden desallotjar la criatura. Pitjor encara, també descobreixen que la criatura està emetent senyals de ràdio que atrauen més d'aquest tipus des del camp de runes, i es dirigeixen directament cap a l' Enterprise. La Forge i Brahms deixen de banda les seves diferències i ideen una solució: alterar la freqüència de l'energia per "agridar la llet", fent que el nen abandoni la nau i s'uneixi a les altres criatures. A mesura que es recupera el poder de l'Enterprise, La Forge i Brahms es reconcilien i determinen que encara poden ser amics.

## Repartiment i doblatge al català
La sèrie va ser doblada al català pels estudis Tramontana (primera part) i Soundtrack (segona part) i emesa a TV3 l’any 1991. Els dobladors de l'episodi foren:
| Personatge      | Actor/actriu    | Veu en català            |
| --------------- | --------------- | ------------------------ |
| Jean-Luc Picard | Patrick Stewart | Joan Crosas              |
| William Riker   | Jonathan Frakes | Antoni Forteza           |
| Data            | Brent Spinner   | Joaquim Sota             |
| Geordi La Forge | LeVar Burton    | Aleix Estadella          |
| Worf            | Michael Dorn    | Enric Arquimbau          |
| Beverly Crusher | Gates McFadden  | Aurora Garcia            |
| Deanna Troi     | Marina Sirtis   | Victòria Pagès           |
| Guinan          | Whoopi Goldberg | Montserrat Garcia Sagués |
| Leah Brahms     | Susan Gibney    | Marta Calvó              |
| SarielRager     | Lanei Chapman   | ?                        |
| Pavlik          | Jana Marie Hupp | ?                        |

## Producció
La idea d'aquest episodi va sorgir de Tom Kartozian i va ser desenvolupada en un guió per Maurice Hurley. Jeri Taylor i Ronald D. Moore van fer algunes addicions (Taylor a la història que envolta Leah Brahms, Moore a la història que envolta la criatura espacial), però no van ser acreditats per aquestes addicions als crèdits de l'episodi.
Susan Gibney havia interpretat anteriorment la imatge hologràfica de Leah Brahms a l'episodi "La trampa explosiva" de Star Trek: La nova generació. A l'episodi tercer de la tergera temporada de Star Trek: Lower Decks ("Mining the Mind's Mines"), va aparèixer una il·lusió de Brahms. També va interpretar a la capitana Benteen al doble episodi "Homefront / Paradise Lost" de la quarta tempòrada de Star Trek: Deep Space Nine. Durant la fase de planificació de la sèrie Star Trek: Voyager, va ser preseleccionada per al paper de la capità Kathryn Janeway. Més tard va fer una audició per als papers de Set de Nou i la Reina Borg.
Aquest episodi va tenir una combinació de treballs de model i CGI primerencs per crear els "capgrossos espacials". L'adult era un model físic fet per Tony Meininger. Tanmateix, el nadó es va fer amb un model CGI creat per Rhythm & Hues.

## Recepció
Zack Handlen va fer una ressenya crítica de "Bebè galàctic" per a The Onion de The A.V. Club donant-li una qualificació C+. Handlen va escriure: "Estic bastant segur que això no és un clàssic; també estic bastant segur que té alguns problemes greus... El problema principal aquí... és que aquí hauríem de simpatitzar amb els errors de Geordi, i no crec que ens donin bones raons per fer-ho."
Un revisor de Den of Geek va donar a l'episodi una ressenya mixta, i va escriure: "Si no hi ha res més, podeu dir amb seguretat que aquest episodi està ben estructurat i té algunes idees interessants, i que la química entre Brahms i LaForge és bastant bona per si mateixa, tot i que funciona des d'una premissa insostenible que res del que va fer estava malament o especialment estrany."
Keith DeCandido va donar a l'episodi una puntuació de 3 sobre 10 per a Tor.com, elogiant la trama de ciència-ficció i l'actuació de Patrick Stewart, però criticant la trama amb Geordi i Leah Brahms com a "moralment reprovable".
Escrivint per a TrekNation, Michelle Green va argumentar que la història que implicava la relació de Picard amb l'extraterrestre era la gràcia redemptora de l'episodi. "Això és el que fa que aquest episodi sigui agradable per a mi, perquè en cas contrari estem a prop de descarrilar un drama seriós amb relacions sexuals puerils", va escriure Green. "No podríem haver celebrat una mica més el seu geni que no pas una festa de llàstima per LaForge i les seves fantasies de la noia dels seus somnis?"

## Mitjans domèstics
Aquest episodi es va publicar amb la caixa del DVD de la quarta temporada de Star Trek: La nova generació, llançada als Estats Units el 3 de setembre de 2002.
El 28 de maig de 1996, els episodis "Primer contacte" i "Bebè galàctic" es van publicar en LaserDisc als Estats Units. Publicat per Paramount Home Video, el disc senzill de doble cara de 12" fou venur al menor per 34.95 dòlars estatunidencs. El vídeo del disc era en format NTSC amb una pista d'àudio Dolby Surround.